# Jaakonsaari (ö i Birkaland)
Jaakonsaari eller Päiväsuinen är en ö i Finland. Den ligger i sjön Palovesi och Jäminginselkä och i kommunen Ruovesi i den ekonomiska regionen  Övre Birkalands ekonomiska region  och landskapet Birkaland, i den södra delen av landet, 190 km norr om huvudstaden Helsingfors. Öns area är 17,1 hektar och dess största längd är 0,7 kilometer i sydväst-nordöstlig riktning.